# کامور
کامور (به لاتین: Kmur) یک کوه در بوسنی و هرزگوین است که در جمهوری صرب بوسنی واقع شده‌است. کامور ۱٬۵۰۸ متر بالاتر از سطح دریا واقع شده‌است.